# Morti nel 2008/Novembre
| Questa pagina contiene informazioni ricavate automaticamente dalle voci biografiche con l'ausilio del template Bio e di un bot. L'aggiornamento è periodico e automatico e ricostruisce completamente la pagina. Se manca una persona in questa lista, sei pregato di non aggiungerla, ma accertati piuttosto che la sua voce biografica contenga il template Bio e che i dati anagrafici siano correttamente compilati. Se il template Bio manca, inseriscilo tu stesso o, in alternativa, metti l'avviso {{tmp\|Bio}} che ne segnala la mancanza. Se i dati riportati sono sbagliati, correggi direttamente la voce biografica; le modifiche saranno visibili in questa lista entro pochi giorni. Per chiarimenti vedi il progetto biografie. La lista contiene solo le 139 persone che sono citate nell'enciclopedia e per le quali è stato implementato correttamente il template Bio. Pagina aggiornata al 10 apr 2025. |

- 1º novembre - Jimmy Carl Black, musicista statunitense (n. 1938)
- 1º novembre - Dermot Curtis, calciatore irlandese (n. 1932)
- 1º novembre - Jacques Piccard, esploratore e ingegnere svizzero (n. 1922)
- 1º novembre - Yma Sumac, cantante peruviana (n. 1922)
- 2 novembre - Giovanni Ferro, antifascista, scrittore e storico italiano (n. 1911)
- 2 novembre - Domenico Leccisi, giornalista, sindacalista e politico italiano (n. 1920)
- 2 novembre - Jacques Lunis, velocista francese (n. 1923)
- 2 novembre - Luigi Zanchetta, ciclista su strada italiano (n. 1939)
- 2 novembre - Ahmed al-Mirghani, politico sudanese (n. 1941)
- 3 novembre - Alan Ford, nuotatore statunitense (n. 1923)
- 3 novembre - Max Parodi, cantautore e musicista italiano (n. 1970)
- 3 novembre - Giovanni Prouse, matematico italiano (n. 1932)
- 3 novembre - Geoff Sidebottom, calciatore inglese (n. 1936)
- 3 novembre - Achille Tartaro, critico letterario italiano (n. 1936)
- 3 novembre - Xenia Valderi, attrice italiana (n. 1926)
- 4 novembre - Lennart Bergelin, tennista e allenatore di tennis svedese (n. 1925)
- 4 novembre - Paddy Buckley, calciatore scozzese (n. 1925)
- 4 novembre - Michael Crichton, scrittore, sceneggiatore e regista statunitense (n. 1942)
- 4 novembre - Rosella Hightower, danzatrice statunitense (n. 1920)
- 5 novembre - Baldev Raj Chopra, regista, sceneggiatore e produttore cinematografico indiano (n. 1914)
- 5 novembre - Fernando Cuéllar, calciatore e allenatore di calcio peruviano (n. 1945)
- 5 novembre - Sofron Dmyterko, vescovo cattolico ucraino (n. 1917)
- 5 novembre - Paul Greening, ammiraglio britannico (n. 1928)
- 5 novembre - Michael Higgins, attore statunitense (n. 1920)
- 5 novembre - John Leonard, scrittore e critico letterario statunitense (n. 1939)
- 5 novembre - Francesco Principe, politico italiano (n. 1918)
- 6 novembre - Michael Hinz, attore tedesco (n. 1939)
- 6 novembre - Larry James, velocista e ostacolista statunitense (n. 1947)
- 7 novembre - Francesco Saverio Mangieri, compositore, paroliere e direttore d'orchestra italiano (n. 1919)
- 7 novembre - Robert Nagy, tenore statunitense (n. 1929)
- 7 novembre - Hidetaka Nishiyama, artista marziale giapponese (n. 1928)
- 7 novembre - Irmgard Praetz, lunghista tedesca (n. 1920)
- 8 novembre - Ueli Berger, designer, architetto e docente svizzero (n. 1937)
- 8 novembre - Régis Genaux, allenatore di calcio e calciatore belga (n. 1973)
- 8 novembre - Mieczysław Rakowski, politico polacco (n. 1926)
- 8 novembre - Florence Wald, infermiera e attivista statunitense (n. 1917)
- 9 novembre - Giuseppe Cocconi, fisico italiano (n. 1914)
- 9 novembre - Giorgio Luti, critico letterario italiano (n. 1926)
- 9 novembre - Miriam Makeba, cantante sudafricana (n. 1932)
- 9 novembre - Stanisław Różewicz, regista e sceneggiatore polacco (n. 1924)
- 9 novembre - Perry Warbington, cestista statunitense (n. 1952)
- 10 novembre - Kiyoshi Itō, matematico giapponese (n. 1915)
- 10 novembre - Arthur Shawcross, serial killer statunitense (n. 1945)
- 10 novembre - Dorothy Vaughan, matematica e programmatrice statunitense (n. 1910)
- 10 novembre - Angelo Zito, medico e politico italiano (n. 1928)
- 11 novembre - Domenico Buccini, politico italiano (n. 1919)
- 11 novembre - Alessandro Maggiolini, vescovo cattolico e teologo italiano (n. 1931)
- 11 novembre - John Derral Mulholland, astronomo statunitense (n. 1934)
- 11 novembre - Benito Pacifico, attore e stuntman italiano (n. 1939)
- 12 novembre - Gaetano Colucci, politico italiano (n. 1935)
- 12 novembre - Elio Giangreco, ingegnere italiano (n. 1924)
- 12 novembre - Mitch Mitchell, batterista inglese (n. 1946)
- 12 novembre - Orville Trask, giocatore di football americano statunitense (n. 1934)
- 13 novembre - François Caradec, scrittore, biografo e fumettista francese (n. 1924)
- 13 novembre - Marcello Fondato, regista, sceneggiatore e direttore artistico italiano (n. 1924)
- 13 novembre - Marcello Lotti, giocatore di biliardo italiano (n. 1929)
- 13 novembre - Bill Miller, astista statunitense (n. 1912)
- 13 novembre - Anna Ortobelli, cestista italiana (n. 1934)
- 13 novembre - Julio Riscal, attore spagnolo (n. 1928)
- 14 novembre - Christel Goltz, soprano tedesco (n. 1912)
- 14 novembre - Cvetanka Hristova, discobola bulgara (n. 1962)
- 14 novembre - Norbert Schmelzer, politico e imprenditore olandese (n. 1921)
- 15 novembre - Fons Bastijns, calciatore belga (n. 1947)
- 15 novembre - Glen Brand, lottatore statunitense (n. 1923)
- 15 novembre - Mario De Sotgiu, politico italiano (n. 1935)
- 15 novembre - Grace Hartigan, pittrice statunitense (n. 1922)
- 15 novembre - Giulio Paggio, partigiano italiano (n. 1925)
- 15 novembre - Ivan Southall, scrittore australiano (n. 1921)
- 16 novembre - Kees Aarts, calciatore olandese (n. 1941)
- 16 novembre - Margherita Isnardi Parente, filologa classica italiana (n. 1928)
- 16 novembre - Aleksej Ovčinnikov, calciatore sovietico (n. 1950)
- 16 novembre - Arnoldo Penzkofer, cestista paraguaiano (n. 1959)
- 17 novembre - Peter Aldis, calciatore inglese (n. 1927)
- 17 novembre - Ennio De Concini, sceneggiatore e regista italiano (n. 1923)
- 17 novembre - George Stephen Morrison, militare statunitense (n. 1919)
- 17 novembre - Pete Newell, allenatore di pallacanestro e dirigente sportivo canadese (n. 1915)
- 17 novembre - Guy Peellaert, fumettista, illustratore e fotografo belga (n. 1934)
- 18 novembre - Luigi Batzella, attore e regista italiano (n. 1924)
- 18 novembre - Liberato Bronzuto, politico italiano (n. 1923)
- 18 novembre - Mario Carpitella, traduttore e autore televisivo italiano (n. 1930)
- 18 novembre - Mario Caruso, politico italiano (n. 1948)
- 18 novembre - Aldo Dapas, calciatore e allenatore di calcio italiano (n. 1914)
- 18 novembre - Carlo Marincovich, giornalista e velista italiano (n. 1935)
- 19 novembre - Clive Barnes, critico teatrale e biografo britannico (n. 1927)
- 19 novembre - Andras Cziotka, calciatore ungherese (n. 1938)
- 19 novembre - Carole Caldwell Graebner, tennista e dirigente sportiva statunitense (n. 1943)
- 19 novembre - John Michael Hayes, sceneggiatore e giornalista statunitense (n. 1919)
- 20 novembre - Raffaele Andreassi, giornalista, regista e sceneggiatore italiano (n. 1924)
- 20 novembre - Franco Del Mastro, politico italiano (n. 1942)
- 20 novembre - Bob Jeter, giocatore di football americano statunitense (n. 1937)
- 20 novembre - Jan Machulski, attore polacco (n. 1928)
- 20 novembre - Bruno Makain, enigmista italiano (n. 1915)
- 20 novembre - Baldassarre Monti, pilota motociclistico italiano (n. 1961)
- 20 novembre - June Vincent, attrice statunitense (n. 1920)
- 21 novembre - Giacomo Bozzano, pugile italiano (n. 1933)
- 21 novembre - Malevo Ferreyra, poliziotto argentino (n. 1945)
- 22 novembre - Sandro Curzi, giornalista, politico e conduttore televisivo italiano (n. 1930)
- 22 novembre - Anthony Patrick Fairall, astronomo sudafricano (n. 1943)
- 22 novembre - Theodor Ghițescu, scacchista rumeno (n. 1934)
- 22 novembre - Nino Ginex, cantante italiano (n. 1928)
- 22 novembre - MC Breed, rapper statunitense (n. 1971)
- 22 novembre - Ibrahim Nasir, politico maldiviano (n. 1926)
- 23 novembre - Richard Hickox, direttore d'orchestra britannico (n. 1948)
- 23 novembre - Jean Markale, scrittore, conduttore radiofonico e insegnante francese (n. 1928)
- 24 novembre - Charlie Brown, militare e aviatore statunitense (n. 1922)
- 24 novembre - Alain Hus, archeologo e etruscologo francese (n. 1926)
- 24 novembre - Michael Lee, batterista britannico (n. 1969)
- 24 novembre - Lorenzo Lodi, militare e insegnante italiano (n. 1920)
- 24 novembre - Peter Thangaraj, militare e calciatore indiano (n. 1935)
- 24 novembre - Ilva Vaccari, archivista e scrittrice italiana (n. 1912)
- 25 novembre - William Gibson, drammaturgo e scrittore statunitense (n. 1914)
- 25 novembre - Sergio Rosi, fumettista italiano (n. 1926)
- 25 novembre - Dino Rossi, ciclista su strada italiano (n. 1920)
- 25 novembre - Edwin Ernest Salpeter, astronomo austriaco (n. 1924)
- 26 novembre - Emmanuel Koum, calciatore camerunese (n. 1947)
- 26 novembre - Franco Nobili, manager e imprenditore italiano (n. 1925)
- 26 novembre - Edna Parker, supercentenaria statunitense (n. 1893)
- 26 novembre - Graham Sykes, nuotatore britannico (n. 1936)
- 27 novembre - Adi Da Samraj, personalità religiosa e artista statunitense (n. 1939)
- 27 novembre - Gertrude Liebhart, canoista austriaca (n. 1928)
- 27 novembre - Patricia Marand, attrice statunitense (n. 1934)
- 27 novembre - Pekka Pohjola, compositore finlandese (n. 1952)
- 27 novembre - Vishwanath Pratap Singh, politico indiano (n. 1931)
- 28 novembre - Enrico De Seta, disegnatore, illustratore e pittore italiano (n. 1908)
- 28 novembre - Henryk Janduda, calciatore polacco (n. 1924)
- 28 novembre - Carlo Moiso, psicologo, medico e psicoterapeuta italiano (n. 1945)
- 28 novembre - Edoardo Ricci, vescovo cattolico italiano (n. 1928)
- 28 novembre - German Skurygin, marciatore russo (n. 1968)
- 28 novembre - Tengku Budriah, sovrana malese (n. 1924)
- 29 novembre - Marcello Pirro, artista e poeta italiano (n. 1940)
- 29 novembre - Jørn Utzon, architetto danese (n. 1918)
- 29 novembre - Georgij V'jun, calciatore e allenatore di calcio sovietico (n. 1944)
- 29 novembre - Robert G. Wade, scacchista neozelandese (n. 1921)
- 30 novembre - Béatrix Beck, scrittrice belga (n. 1914)
- 30 novembre - Giulio Bertola, direttore d'orchestra e direttore di coro italiano (n. 1921)
- 30 novembre - Francesca Del Rio, partigiana italiana (n. 1925)
- 30 novembre - Munetaka Higuchi, batterista giapponese (n. 1958)
- 30 novembre - Pit Martin, hockeista su ghiaccio canadese (n. 1943)
- 30 novembre - Shōzō Numa, scrittore di fantascienza giapponese (n. 1926)